# Tiscali
Tiscali S.p.A. é uma empresa italiana de telecomunicações, com sede em Sa Illetta (CA), Sardenha, que oferece serviços de Internet e de telecomunicações para seu mercado interno. Ela já teve operações em outros países europeus através da aquisição de muitos pequenos fornecedores de serviços de Internet europeus (ISPs).

## Ligação externa
- «Sítio oficial»